# Vennegosse
Die Vennegosse ist ein orografisch linkes Nebengewässer des Schwarzen Grabens in Nordrhein-Westfalen, Deutschland. Sie hat eine Länge von 7,2 km. 

## Flussverlauf
Die Vennegosse entsteht in der zum Delbrücker Ortsteil Westenholz gehörenden Bauerschaft Wiebeler und fließt in südwestlicher Richtung ab. Nach rund 3,8 km Fließstrecke tritt der Bachlauf in das Stadtgebiet von Rietberg ein und führt südlich am Mastholter See sowie an der Ortschaft Mastholte entlang, wo die rechtsseitige Aufnahme des Gewässers Haselhorst erfolgt. Südwestlich von Mastholte mündet die Vennegosse dann linksseitig in den Schwarzen Graben.
Die Vennegosse überwindet während ihrer vorrangig über landwirtschaftlich geprägtes Gelände führenden Fließstrecke einen Höhenunterschied von 16 Metern, somit ergibt sich ein mittleres Sohlgefälle von 2,2 ‰.

## Etymologie
Der Begriff Venn, der im Querungsbereich des Gewässers als Flur- und Straßenname auftritt, bezeichnet im niederdeutschen Raum eine morastig-sumpfige Niederung. Dieser Landschaftstyp soll sich einst als karges, mit Krüppelkiefern durchsetztes Heideland von Mastholte bis in das Delbrücker Land erstreckt haben. Der Begriff Gosse ist ursprünglich eine Bezeichnung für eine Abwasserrinne. 